# Wrexham (autoridad unitaria)
Wrexham (en galés: Wrecsam) es una autoridad unitaria situada en el norte de Gales (Reino Unido). Fue creada el 1 de abril de 1996.
Limita al noroccidente con las autoridades de Clwyd de Flintshire y Denbighshire. Al sur tiene una frontera con el condado galés de Powys, y está al oeste de los condados ingleses de Cheshire y Shropshire.
En 2010, fue estimado por el gobierno británico que la población es 133.600, la décima más de las 22 áreas principales de Gales. Su área es 498km², la décima más también.

## Localidades
Su capital es la villa de Wrexham, la localidad más grande en Gales del Norte, y noventa más grande en Gales. En las afueras de la villa hay el acueducto de Pontcysyllte, un acueducto que fue construido en 1805 y fue diseñado por Thomas Telford. Desde 1999, es un Patrimonio de la Humanidad. Una otra villa en Wrexham County Borough es Chirk, al lado de la frontera con Shropshire.

### Lista de localidades con más que 1500 habitantes
- Wrexham: 42.576[4]
- Brymbo y Gwersyllt: 17.912
- Rhosllanerchrugog: 13.246
- Cefn-mawr: 8.098
- Coedpoeth: 5.783
- Gresford: 5.344
- Llay: 4.770
- Chirk: 3.883
- Ruabon: 3.057
- Rhostyllen: 2.596
- Rossett: 2.076

### Localidades con población (año 2016)
- Bangor-on-Dee 1,135
- Bradley 1,362
- Bwlchgwyn 826
- Cefn-Mawr 7,351
- Chirk 4,032
- Coedpoeth 5,894
- Cross Lanes 593
- Glyn Ceiriog 831
- Gresford 4,947
- Holt 1,082
- Llay 4,574
- Marchwiel 1,162
- Overton 920
- Penley 780
- Rhosllanerchrugog 13,517
- Rhostyllen 2,845
- Rossett 1,982
- Ruabon 3,436
- Tanyfron 2,435
- Trevor 1,447
- Wrexham 62,497[5]